# USS Seahawk
USS Seahawk är ett fiktivt amerikanskt hangarfartyg i Donald P. Bellisarios TV-serier På heder och samvete och NCIS. Det finns inget hangarfartyg i amerikanska flottan med namnet USS Seahawk men det fanns ett patrullfartyg med namnet USS Sea Hawk under första världskriget.

## På heder och samvete
USS Seahawk är med i pilotavsnittet och återkommer flera gånger under seriens 10 säsonger. Harmon "Harm" Rabb Jr. tjänstgjorde innan seriens start som flygförare ombord. Bud Roberts och hans senare fru Harriet Simms har vid olika tillfällen arbetat ombord som pressofficer. Vid de tillfällen då hela fartyget visas är det bilder på hangarfartyget USS Enterprise som tittaren kan se.

## NCIS
Teamet återkommer vid flera tillfällen ombord på USS Seahawk för utredningar.
I slutet av sista avsnittet säsong fem får Anthony DiNozzo tjänst som NCIS-agent ombord på USS Ronald Reagan. I sjätte säsongens första avsnitt har han dock fått flytta till det fiktiva hangarfartyget USS Seahawk. I avsnitt två av säsong sex visas däcket på hangarfartyget och där syns siffrorna 74, vilket är numret för USS John C. Stennis, det sjunde av klassen Nimitz.